# All I Want (Skunk Anansie)
All I Want è il primo singolo estratto dal secondo album degli Skunk Anansie, Stoosh. È stato pubblicato nel settembre 1996 ed ha raggiunto la posizione #14 nella classifica dei singoli del Regno Unito.

## Classifiche
| Classifica (1996) | Posizione massima |
| ----------------- | ----------------- |
| Regno Unito       | 14                |
| Svezia            | 58                |